# Valle delle Regine
La Valle delle Regine è un sito archeologico in Egitto dove sono state sepolte le madri, le consorti e i figli dei faraoni nell'antichità.
In passato - che oggi si chiama in arabo وادي الملكات‎?, Wādī al-malikāt, "Valle delle regine" - era nota come Ta-Set-Neferu, traducibile come "il luogo della bellezza" o "la sede della bellezza", dato che prima che divenisse luogo di sepoltura delle regine della XVIII, XIX e XX dinastie (1550-1070) molti principi e principesse furono sepolti qui insieme ad altri membri della nobiltà. Le tombe di questi individui erano mantenute da sacerdoti funerari che svolgevano riti ed offrivano preghiere quotidianamente.
La valle si trova vicino alla più conosciuta Valle dei Re, sulla riva occidentale del Nilo di fronte alla città di Tebe (oggi Luxor). La valle ebbe origine da un corso d'acqua che originava da una grotta con cascata, ormai esaurito al tempo dei faraoni, ma che si ripresentava in caso di piogge torrenziali. Infatti in epoca antica nella parte alta della valle era stata costruita una diga per proteggere le tombe dalle possibili inondazioni. Questa zona sterile sulle colline occidentali fu preferita per il suo isolamento relativo e la vicinanza alla capitale. I re della XVIII dinastia, invece dell'impiego delle piramidi tradizionali come camere di sepolture (probabilmente a causa delle loro vulnerabilità ai ladri di tombe), scelsero di essere sepolti in tombe scavate nella roccia, ponendosi sotto la protezione della dea cobra Mertseger e della dea vacca Hator.
Questa necropoli contiene più di settanta tombe, molte delle quali sono eleganti e riccamente decorate. Ne è un esempio il luogo di sepoltura della regina grande sposa reale Nefertari (1290-1224 a.C.) della XIX dinastia, scavato nella roccia e con rilievi policromi ancora intatti. Tutte le tombe conosciute sono state depredate già nell'antichità.
All'interno della valle sono state trovate tracce di un santuario rupestre di Ptah e del villaggio degli operai e artigiani addetti alla costruzione e decorazione delle tombe. In epoca tarda molte tombe furono riutilizzate per sepolture comuni di gruppi familiari di sangue non reale. In epoca greco-romana divennero un cimitero popolare. In epoca cristiana-bizantina alcune tombe abbandonate divennero eremi copti.

## Tombe principali

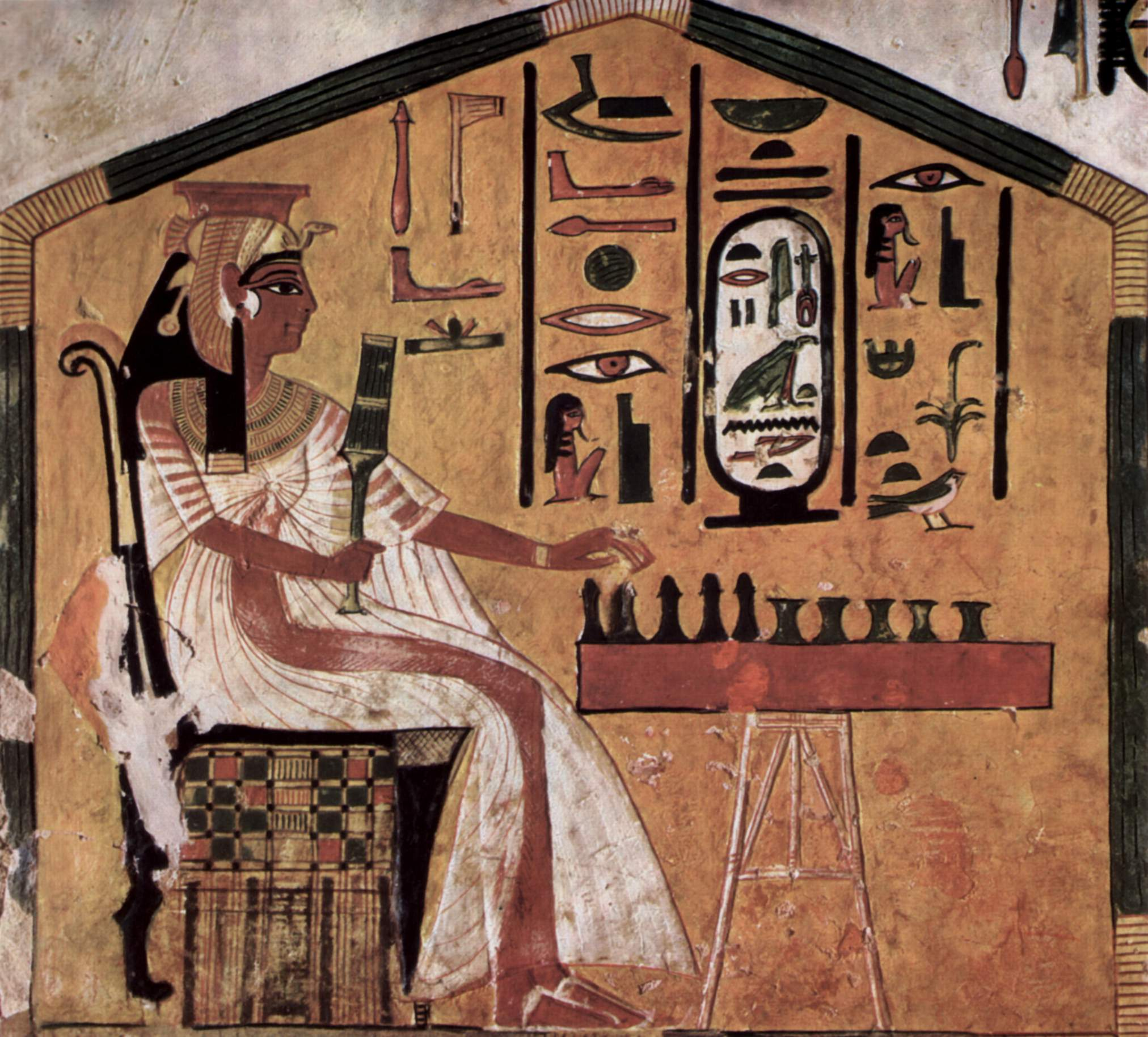
Scene dalla tomba di Nefertari.

- QV8 - Hori, "figlio del re" (XVIII dinastia) e "figlia del re"
- QV17 - Meritra e Uermeriotes, principesse (XVIII dinastia)
- QV30 - Nebiri, capo delle scuderie (dinastia ignota)
- QV33 - Principessa Tanedjmet (XIX o XX dinastia)
- QV38 - Regina Sitra, moglie di Ramses I (XIX dinastia)
- QV42 - Pareheruenemef, figlio di Ramses III (XX dinastia)
- QV43 - Sethherkhepeshef, figlio di Ramses III e re come Ramses VIII, poi sepolto altrove (XX dinastia)
- QV44 - Khaemuaset, figlio di Ramses III (XX dinastia)
- QV46 - Imhotep, visir sotto Thutmose I (XVIII dinastia)
- QV47 - Principessa Ahmose, figlia di Seqenenra Ta'o e Sitdjehuti (XVIII dinastia)
- QV51 - Regina Iside Ta-Hemdjert, moglie di Ramses III, madre di Ramses VI (XX dinastia)
- QV52 - Regina Tyti (XIX o XX dinastia)
- QV53 - Principe Ramses, figlio di Ramses III (XX dinastia)
- QV55 - Principe Amonherkhepshef, figlio di Ramses III (XX dinastia)
- QV60 - Regina Nebettaui, figlia di Ramses II (XIX dinastia)
- QV66 - Regina Nefertari, moglie di Ramses II (XIX dinastia)
- QV68 - Regina Meritamon, figlia di Ramses II e Nefertari (XIX dinastia)
- QV70 - Nehesy (XVIII dinastia)
- QV71 - Regina Bintanath, figlia di Ramses II e Isinofret (XIX dinastia)
- QV72 - Neferhat / Baki (XVIII dinastia)
- QV73 - Principessa Henuttaui
- QV74 - Regina Duatentopet
- QV75 - Regina Henutmira, figlia o sorella di Ramses II
- QV76 - Meritra, "figlia del re" (XVIII dinastia)
- QV80 - Regina Tuia, moglie di Seti I e madre di Ramses II
- QV81 - Heka[...] (XVIII dinastia)
- QV82 - Minemhat e Amenhotep, "figli del re" (XVIII dinastia)
- QV88 - Ahmosi, "figlio del re"  (VXIII dinastia)

## Altre sepolture
Frammenti di corredi funerari sono stati rinvenuti in alcune tombe di membri delle famiglie reali. Nessuna tomba è nota per questi individui ma l'esistenza di corredi funerari suggeriscono che queste persone fossero sepolte nella Valle delle Regine.
- Henut, "moglie del re": metà della XVIII dinastia, il suo nome fu incluso in un cartiglio su frammenti di canopi.
- Principe Menkheperre, figlio di Tutmosi III e Merytre Hatshepsut: ritrovati frammenti di canopi.
- Nebetnehat, "gran moglie del re": metà della XVIII dinastia, il suo nome fu incluso in un cartiglio su frammenti di canopi.
- Ti, "figlia del re": metà della XVIII dinastia: ritrovati frammenti di canopi.